# بآلینگن
بآلینگن (به آلمانی: Bahlingen am Kaiserstuhl) یک شهر و شهرداری |شهر و تقسیمات کشوری سطح دوم در آلمان است که در امندینگن واقع شده‌است. بآلینگن ۳٬۹۱۴ نفر جمعیت دارد.

## خواهرخوانده
شهرهای Bischwihr, Holtzwihr, Riedwihr و Wickerschwihr خواهرخوانده‌های بآلینگن هستند.